# Tiffany Mason
Tiffany Mason (Phoenix, Arizona; 20 de enero de 1982) es una actriz pornográfica estadounidense, de ascendencia afroestadounidense. Debutó en la industria pornográfica en 2000, con tan sólo 18 años de edad.

## Premios y nominaciones
| Año  | Premio       | Resultado | Categoría               |
| ---- | ------------ | --------- | ----------------------- |
| 2001 | Premios AVN  | Nominada  | Mejor actriz revelación |
| 2001 | Premios XRCO | Nominada  | Cream Dream             |